# École nationale supérieure des mines de Saint-Étienne
L'École nationale supérieure des mines de Saint-Étienne, aussi dénommée Mines Saint-Étienne, est l'une des 204 écoles d'ingénieurs françaises accréditées au 1er septembre 2020 à délivrer un diplôme d'ingénieur. Elle figure parmi les plus prestigieuses écoles d'ingénieurs de France et se distingue également dans les classements internationaux.
Créée en 1816, elle est membre de l'Institut Mines-Télécom, sous tutelle du ministère chargé de l'industrie (aujourd'hui, ministère de l'Économie, de l'industrie et du numérique).

## Histoire

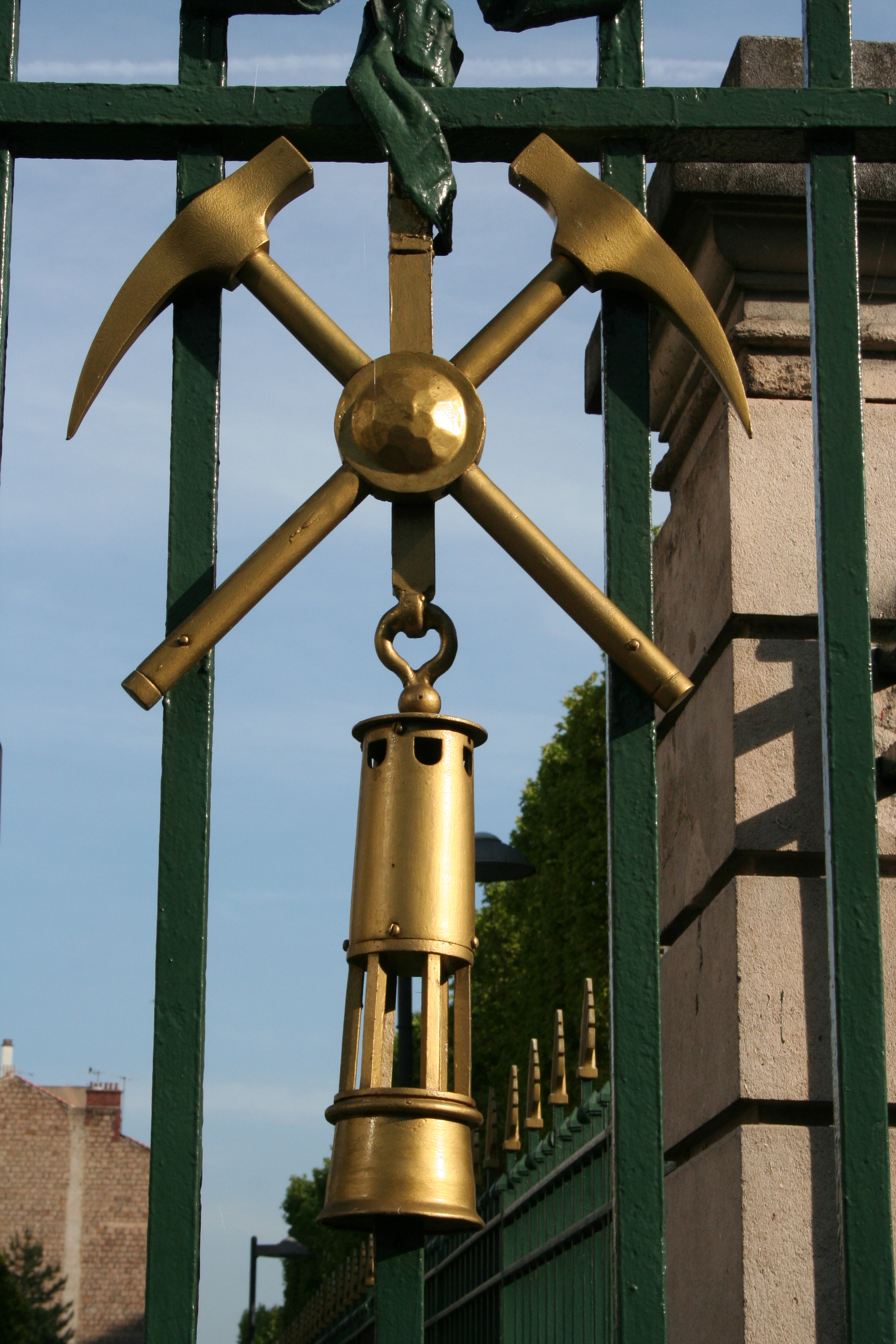
Lampe Marsaut.

À la chute du Premier Empire en 1815, le traité de Vienne sépare la Sarre et la Savoie de la France, la privant ainsi des écoles pratiques des mines de Geislautern et Peisey-Nancroix alors qu'à l'aube de la révolution industrielle, le pays a grand besoin de cadres pour l'extraction de la houille. Le 2 août 1816, Louis XVIII produit une ordonnance royale portant création d'une « école des mineurs de Saint-Étienne », ville alors en plein essor grâce à ses mines de charbon.
L'école s'établit d'abord dans un petit bâtiment place Marengo, avec à sa tête Louis-Antoine Beaunier. La première promotion en 1819 ne comprend que douze élèves ; Benoît Fourneyron en est le major. Rapidement, les locaux s'avèrent mal adaptés face à la croissance des promotions. En 1848, les Frères des Écoles chrétiennes cèdent leur domaine sur la colline de Chantegrillet où l'école déménage. En 1882, l'« école des mineurs » devient « école des mines ». Le 6 décembre 1887, par arrêté ministériel, le diplôme d'ingénieur civil des mines, qui n'était alors délivré que par les Écoles des mines de Paris et de Saint-Étienne, est enfin reconnu comme sanctionnant des "aptitude[s] à exercer les fonctions d’ingénieurs", premier pas vers l'officialisation du statut d'école d'ingénieurs.
En 1917, l'École est la première à accueillir une femme parmi ses élèves, Marcelle Schramek.
Les travaux miniers altèrent les bâtiments et un nouveau bâtiment destiné à accueillir l'école est construit à partir de 1924 à l'emplacement actuel situé cours Fauriel. En 1927, l'école rejoint ses nouveaux locaux — on la surnomme depuis la « grande dame du cours Fauriel ».
En 1992, l'école devient un établissement public national à caractère administratif. En 1994, son activité est étendue dans une partie rénovée des anciens locaux de Manufrance, situés à quelques centaines de mètres. En 2002, l'école prend le tournant de la microélectronique avec la création de son 5e centre d'enseignement et de recherche : le Centre Microélectronique de Provence Georges Charpak. En 2003, l'école franchit le cap des 1 000 élèves. La première année du cursus d'ingénieur civil des mines compte 130 élèves.
En 2004, l'école crée son 6e centre de formation et de recherche, consacré à l'Ingénierie de la santé. En 2009, l'école franchit le cap des 1 500 élèves.
En mars 2012, l'École devient un établissement public a caractère administratif rattaché à l'Institut Mines-Télécom et en 2017, elle en devient une école interne.

## Formation

### Offres de formations
La stratégie de l’École en matière de formation est conçue de façon à assurer une bonne cohérence avec ses autres missions que sont la recherche, le soutien au développement économique et le dialogue entre sciences, industrie et société. C’est ainsi que l’École prend en compte et s’efforce d’anticiper la diversité et la variabilité de la demande du monde économique et des entreprises pour proposer une réponse adéquate. Cet objectif se traduit par une large offre de formations clairement identifiées permettant à l’École d’être présente dans presque tous les secteurs d’activité et sur l’ensemble des territoires.
À la rentrée 2025, elle propose un nouveau cycle post-bac en deux ans préparatoire et diplômant en ingénierie et santé,.

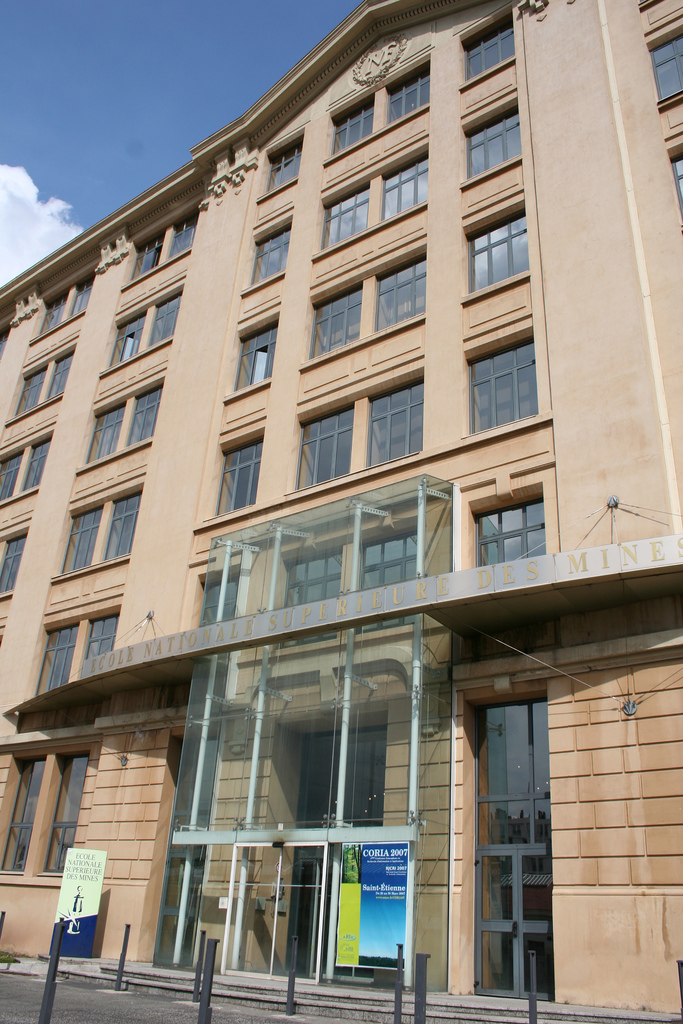
Entrée du bâtiment de l'espace Fauriel.

L’École propose trois profils d’ingénieurs sur ses campus de Saint-Étienne et Aix-Marseille-Provence (Gardanne).
1. L’Ingénieur Civil des Mines (ICM), est un généraliste dont la vocation première est de devenir un dirigeant engagé, éclairé et innovant ; grâce à sa culture pluridisciplinaire, son aptitude à appréhender les problèmes complexes, sa capacité à travailler en équipe multiculturelle et son sens de l’efficacité, il saura assumer des fonctions à haute responsabilité dans tous les secteurs.
2. L’Ingénieur Systèmes Microélectronique et Informatique (ISMIN) : avec sa double compétence en microélectronique et en informatique, il saura s’adapter aisément au secteur des nouvelles technologies, à forte valeur ajoutée et en constante mutation, en apportant sa créativité, ses capacités à innover et à entreprendre et son goût pour le travail en équipe.
3. L’ingénieur de spécialité, sous statut salarié, formé en alternance par la voie de l’apprentissage et de la formation continue, selon un modèle d’excellence original, où l’entreprise est acteur et bénéficiaire de la formation de l’élève-ingénieur, formé avec une entreprise partenaire, aura acquis pendant sa formation la capacité à intégrer la problématique de l’entreprise et à imaginer et mettre en œuvre les solutions adaptées. Il associe qualité opérationnelle et approche conceptuelle (anciennement ISFEn).

Le tableau suivant résume les spécialisations agréées par la CTI, avec les statuts des élèves et les localisations :
| Spécialisation                                                                   | Statut des élèves           | Localisation géographique                              |
| -------------------------------------------------------------------------------- | --------------------------- | ------------------------------------------------------ |
| Ingénieur généraliste, Ingénieur Civil des Mines (ICM)                           | Étudiant                    | Saint-Étienne                                          |
| Ingénieur Systèmes en Microélectronique et informatique (ISMIN)                  | Étudiant                    | Campus Aix-Marseille-Provence (Gardanne)               |
| Génie des installations nucléaires (en convention avec l'INSTN) Génie industriel | Apprenti Formation continue | Saint-Étienne                                          |
| Énergétique                                                                      | Apprenti Formation continue | Saint-Étienne                                          |
| Systèmes électroniques embarqués                                                 | Formation continue          | Saint-Étienne Campus Aix-Marseille-Provence (Gardanne) |
| Systèmes électroniques embarqués                                                 | Apprenti                    | Saint-Étienne                                          |

### Ingénieur Civil des Mines (ICM)
L’École des Mines de Saint-Étienne forme, depuis plus de 200 ans, des étudiants avec de petites promotions (environ 450 élèves-ingénieurs sur trois années de formation). L’admission se fait principalement par le Concours commun Mines-Ponts, particulièrement sélectif.
C'est la formation historique de l'École des Mines de Saint-Étienne. L’Ingénieur Civil des Mines (ICM), est un généraliste dont la vocation première est de devenir un dirigeant engagé, éclairé et innovant ; grâce à sa culture pluridisciplinaire, son aptitude à appréhender les problèmes complexes, sa capacité à travailler en équipe multiculturelle et son sens de l’efficacité, il saura assumer des fonctions à haute responsabilité dans tous les secteurs.
Le cycle ingénieur civil a une forte composante d'internationalisation. Les élèves ICM ont la possibilité de réaliser un semestre de leur scolarité dans les plus prestigieuses universités étrangères. L'École compte 141 accords internationaux sur les 5 continents.

### Ingénieur Systèmes Microélectronique et Informatique

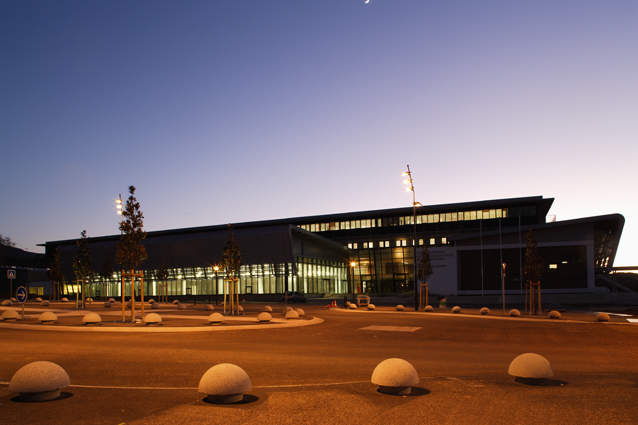
Centre Georges-Charpak.

Le cycle ISMIN (Ingénieur Systèmes Microélectronique et Informatiques) a été développé en 2008, faisant suite au cycle ISMEA (ingénieur spécialisé en micro-électronique et applications).
Le cursus ISMIN est un cycle de formation d’ingénieurs plus particulièrement orienté vers la microélectronique, les systèmes embarqués, la mesure physique et les logiciels associés. Cette formation permet l'acquisition d'une double compétence informatique/électronique.
Elle se déroule sur le Campus Aix-Marseille-Provence, à Gardanne. Elle a été créée en 1982 dans le cadre du groupe ESIM (École supérieure d'ingénieurs de Marseille, aujourd'hui Centrale Marseille) et a été intégrée à l'École des mines de Saint-Étienne en 2003.
Le recrutement s'effectue sur concours après les classes préparatoires aux grandes écoles sur le Concours Mines-Télécom.
Epreuves écrites  :
- Filières MP, MPI, PC, PSI : le concours Mines-Télécom utilise les épreuves écrites du concours commun Mines-Ponts, avec les mêmes coefficients.
- Filière PT : le concours Mines-Télécom utilise les épreuves écrites que la banque PT, avec les mêmes coefficients.
- Filière TSI : le concours Mines-Télécom utilise les épreuves écrites du concours Centrale-Supélec.

Les épreuves orales  : A compter de la session 2025, les épreuves orales du Concours Mines-Télécom sont organisées en une série unique d’épreuves qui permet d’intégrer l’ensemble des 19 écoles.

### Ingénieur en génie industriel ou en génie des installations nucléaires
L'École nationale supérieure des mines de Saint-Étienne propose plusieurs cursus de formation sous statut salarié en alternance. Ces formations se déroulent grâce au partenariat solidaire de l'ISTP à Saint-Étienne, et à une convention avec le CEA/INSTN (spécialité Génie des Installations Nucléaires). Elles se composent de deux filières (formation par apprentissage et formation continue) et offrent également la possibilité de VAE. L'école est habilitée par la commission des titres d'ingénieur (CTI) à délivrer le diplôme "d'ingénieur diplômé de l’École nationale supérieure des mines de Saint-Étienne - Spécialité Génie industriel.

### Ingénieur en Systèmes Électroniques Embarqués (ISEE)
Cursus créé en 2017 et rassemblant des promotions d'une soixantaine d'élèves, il se déroule sous statut salarié. Les cours de déroulent sur le campus industriel de l'ISTP (à Saint-Étienne) ou directement au sein des bâtiments de l'école. Ils traitent de l'électronique de manière générale (Électronique analogique et électrotechnique, électronique numérique, communication, compatibilité électromagnétique (CEM)) de l'informatique embarquée ou encore de l'ingénierie des systèmes embarqués, ouvrant la voie à des métiers comme Architecte applications embarquées, Ingénieur R&D…
Pour l'alternance, les étudiants effectuent leur alternance dans diverses entreprises comme : Thales, Mobilis, Renault, DCNS, ST Microelectronics, Airbus, MBDA, CNRS, CEA, Aéroport de Paris, ainsi que de nombreuses startups et PME…

### Formation doctorale

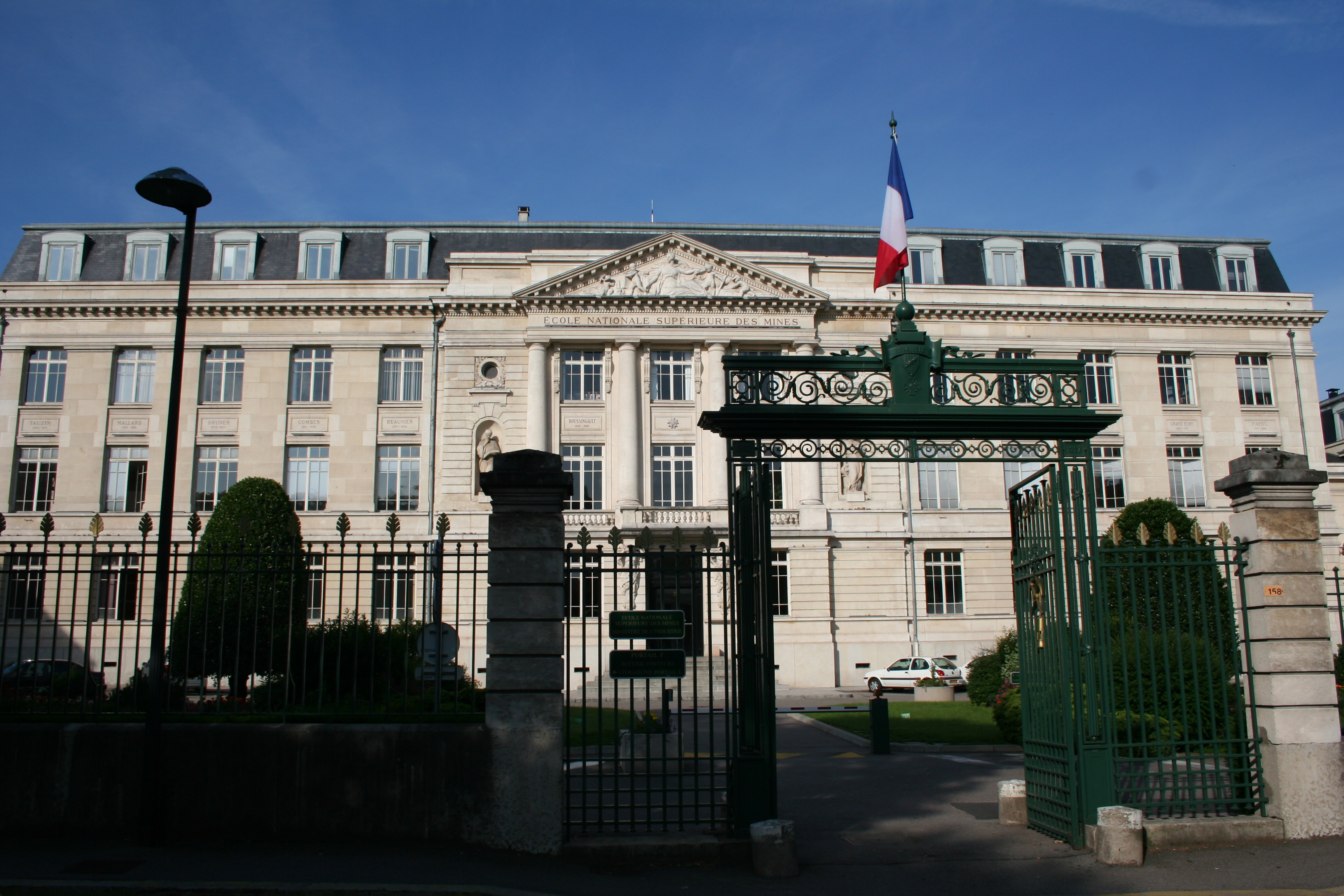
Entrée de l'École des mines.

L’Université Jean Monnet de Saint-Étienne et l’École nationale supérieure des mines de Saint-Étienne, ont signé le 11 mai 2011 une convention créant l’École doctorale de Saint-Étienne (ED-SE) et obtenu l’accréditation conjointe d’une École doctorale pluridisciplinaire et inter-établissements du site stéphanois. Cette école doctorale permet la création de filières de formations disciplinaires cohérentes, ayant des bases scientifiques élargies et la mise en place d’une formation globale des doctorants.
C’est dans le cadre de cette École doctorale que sont organisées les études doctorales de l’École des Mines de Saint-Étienne. Tout titulaire d'un master recherche ou d'un diplôme de même équivalence (comme un diplôme d'ingénieur, sous réserve de pouvoir justifier d'un parcours recherche) peut postuler cette formation d'une durée de trois ans. L'école des Mines de Saint-Étienne délivre le diplôme de docteur sous son seul sceau[réf. nécessaire].

### Masters
L'Ecole propose actuellement 14 masters et 8 mastères spécialisés .

### Dimension internationale
Les étudiants étrangers intègrent le cursus ICM ou ISMIN en deuxième année. Ils suivent les mêmes cours que les élèves 2A qui viennent du cursus classique. Pour faciliter leur intégration, les élèves ont créé le BDI, Bureau Des Internationaux.

### Coût des études
Mines Saint-Étienne est une école publique ; les frais de scolarité y sont du même ordre de grandeur que dans les autres écoles d'ingénieurs publiques, plus de 20 % des élèves pouvant bénéficier de bourses. Les étudiants étrangers peuvent bénéficier de la bourse Erasmus+ et de la bourse d'excellence Eiffel. De plus, pour les élèves en difficulté financière, des aménagements ou des prêts peuvent être accordés, par exemple par l'association des anciens élèves.

### Classements

#### Classements nationaux
| Nom           | 2025 (Rang) | 2024 (Rang) | 2023 (Rang) | 2022 (Rang) | 2021 (Rang) | 2020 (Rang)                             |
| ------------- | ----------- | ----------- | ----------- | ----------- | ----------- | --------------------------------------- |
| L’Étudiant    | 11          | 10          | 11          | 17          | 12          | 12                                      |
| Daur Rankings |             | 21          | 20          | 24          | 16          | 15 (formation ICM) 36 (formation ISMIN) |
| Le Figaro     | 24          | 14          | 19          | 19          | 19          | 22                                      |

#### Classements internationaux
| Nom                                    | 2025 (rang)                                            | 2024 (Rang)                                            | 2023 (Rang)                                                                  | 2022 (Rang)                                        | 2021 (Rang)                                                      |
| -------------------------------------- | ------------------------------------------------------ | ------------------------------------------------------ | ---------------------------------------------------------------------------- | -------------------------------------------------- | ---------------------------------------------------------------- |
| Times Higher Education (THE)           | 401-600                                                | 601-800                                                | 501-600                                                                      | 401-600                                            | 401-500                                                          |
| THE by subject                         | 83 (action climatique) 90 (Clean Water and Sanitation) | 100 (Clean Water and Sanitation) 86 (Life below Water) | 63 (Responsible Consumption and Production) 79 (Affordable and Clean Energy) | 251-300 (Engineering) 301-400 (Physical Sciences)  | 251 – 300 (Engineering & Technology) 301-400 (Physical Sciences) |
| QS World University Ranking by subject | 251-275 (Statistics and Operational Research)          | 201-250 (Statistics and Operational Research)          | 201-240 (Statistics and Operational Research)                                | 451-500 (Computer Science and Information Systems) | 551-600 (Computer Science and Information Systems)               |

## Recherche
La recherche occupe une place fondamentale dans l'activité de l'école. À l'instar des autres écoles de la famille Mines, les unités de formation et de recherche de l'EMSE, au nombre de cinq, sont des assemblages pluridisciplinaires de départements thématiques, positionnés sur des "dorsales technologiques".
Cette organisation en unités propres permet à l'École de définir sa propre stratégie de recherche, de la coupler avec la formation des ingénieurs et de travailler en mode partenarial avec l'industrie, notamment au travers de l'association ARMINES.
Les cinq centres de formation et de recherche de l'École sont, par ordre d'ancienneté :
- Sciences des Matériaux et des Systèmes (SMS) : matériaux, mécanique, design
- Sciences des Processus Industriels et Naturels (SPIN) : procédés, énergie, géosciences
- Centre de Microélectronique de Provence (CMP, à Gardanne, créé en 2003) : packaging supports souples, logistique, sécurité, bioélectronique (créé en 2009)
- Ingénierie et Santé (CIS, créé en 2004) : biomatériaux, génie hospitalier, toxicité des nanopoudres
- Institut Henri Fayol (performance des processus et des organisations, créé en 2010) : génie industriel, mathématiques appliquées, informatique, analyse environnementale, management, environnement et RSE

Parallèlement, les 18 départements de recherche composant les cinq centres de l'École des Mines de Saint-Étienne sont fortement engagés dans des unités mixtes de recherche : 9 sont associés dans des UMR CNRS (dont 8 dans une UMR Matériaux-Mécanique-Procédés-Énergie, le Laboratoire Georges Friedel, en propre à l'École), 4 sont en cours d'association avec des UMR extérieures, 1 département est mixte avec le Laboratoire d'électronique et de technologie de l'information du CEA, 1 département compose une équipe d'accueil avec l'Université Jean-Monnet de Saint-Étienne.
En 2025, l'école possède un effectif de 140 enseignants-chercheurs et enseignants, 50 doctorants, 20 post-doctorants et 70 ingénieurs. Son budget annuel est de 48 millions d’euros (dont 30 % ressources propres).
En 2024, l'École participe à une recherche concernant la toxicité des cigarettes électroniques.

## Sites

### Campus de Saint-Étienne
Le campus de Saint-Étienne est caractérisé par son bâtiment central, flanqué de deux structures latérales qui forment une disposition en U. La façade du bâtiment principal présente une architecture distinctive, où un balcon est élégamment soutenu par deux atlantes, représentant respectivement un mineur et un métallurgiste. Cette représentation artistique rappelle les racines industrielles et minières de l'école. Dominant l'ensemble, un fronton artistiquement conçu illustre l'école distribuant la connaissance sous la forme de livres et d'outils à des enfants casqués, symbolisant ainsi la transmission du savoir.
Deux statues remarquables symbolisent la science et l'industrie, soigneusement placées dans des niches, ajoutant une dimension artistique et symbolique à l'architecture du bâtiment. La façade elle-même est ornée de sculptures honorant les noms d'élèves, de professeurs et de directeurs éminents qui ont marqué l'histoire de l'école.
L'évolution du campus au fil des années est également perceptible, témoignant de l'expansion continue de l'établissement. En 1969, la construction d'un bâtiment au sud a contribué à étendre les infrastructures de l'école. Entre 1973 et 1975, des ajouts significatifs, tels que la construction de la Rotonde et d'autres bâtiments, ont enrichi le campus, combinant ainsi harmonieusement l'héritage historique avec des installations modernes pour répondre aux besoins croissants de la communauté éducative. L'architecture distinctive et l'évolution constante du site reflètent non seulement la croissance physique de l'école mais également son engagement envers l'histoire et l'innovation.

### Campus Aix-Marseille-Provence[25]
Le Campus Aix-Marseille-Provence, de son nom complet Campus Aix-Marseille-Provence - Georges Charpak, du nom d'un physicien, prix Nobel de physique, établi à Gardanne, s'inscrit dans le cadre naturel du village provençal, bénéficiant d'une situation stratégique à 10 km d'Aix-en-Provence et à 20 km de Marseille.
Occupant un terrain de six hectares, le campus est implanté au sud-est de Gardanne, sur le site historique de la bastide nommée "Château Laurin". Inauguré en 2008 en présence de sept lauréats du prix Nobel, dont Georges Charpak, ce site accueille le Centre Microélectronique de Provence (CMP), fondé en 2003, ainsi que la formation d’ingénieurs ISMIN et divers laboratoires.
Le Campus Aix-Marseille-Provence, en plus de sa vocation éducative et scientifique, s'intègre dans le paysage provençal sans ostentation, créant un environnement propice aux activités académiques.
Le City Stade a été inauguré le 12 Mars 2025. En accès libre il permet aux élèves de s'adonner à des sports collectifs.
En raison de coupes budgétaires, la construction de deux bâtiments d'habitation destinés aux étudiants n'a pu être réalisée. Il est également à noter que le campus ne propose actuellement aucun service de restauration ou de cafétéria aux étudiants.
Le campus est un lieu fonctionnel et inspirant pour la recherche et l'apprentissage. Les panoramas environnants sont caractérisés par le massif de la Sainte-Victoire au nord et la chaîne de l'Étoile à l'est et au sud.

## Association des anciens élèves
L'association des anciens élèves , désormais dénommée « Mines Saint-Étienne Alumni » a été créée en 1867 et reconnue d'utilité publique par décret du 30 janvier 1882. Depuis 2019 (décision prise en assemblée générale en septembre 2017, validée par les adhérents et par le ministère), elle rassemble les ICM, les ISMIN et les Docteurs. Elle est propriétaire de la maison des Élèves du site de Saint-Étienne. Elle a pour vocation d'aider les élèves et anciens élèves, d'« accroître la prospérité et la notoriété de l'école », et d'« établir entre [les membres] des liens d'amitié et de solidarité ».
L'association est pilotée par un conseil d'administration, renouvelé par tiers chaque année. Son organisation :
- 24 administrateurs
- des membres associés
- un Président choisi parmi les administrateurs
- un bureau, composé du Président et de 7 administrateurs

A ceci s'ajoutent
- une Délégation Générale : 
  - un DG
  - un responsable des relations avec chaque campus (Saint-Etienne, Provence)
  - deux permanents
- un Délégué Carrières

## Vie étudiante et associative
La vie associative au sein de l'école s'articule autour des deux campus et constitue un pilier essentiel de l'expérience étudiante, se déployant à travers deux axes distincts mais complémentaires. D'une part, des associations internes jouent un rôle central dans la gestion de la vie communautaire au sein de l'établissement. Ces groupes variés offrent aux étudiants un éventail d'activités culturelles, artistiques, sportives et sociales visant à renforcer les liens au sein de la communauté estudiantine. Par exemple, les évènements organisés par le Bureau des Internationaux (BDI) du campus stéphanois, notamment un week-end d'intégration entre étudiants AST (Admis Sur Titre), permettent de créer des liens entre les élèves internationaux et les élèves du cursus classique, augurant d'une plus grande participation dans la vie associative. Le BDI ISMIN permet d'accueillir et d'intégrer ces internationaux avant même la rentrée étudiante.
L'AGERA, l'Association des Grandes Écoles de la Région Auvergne-Rhône-Alpes, organise la Rencontre des Étudiants Internationaux annuelle à Lyon en octobre. Cet événement d'envergure réunit 400 étudiants pour une journée et une soirée festives, transformant Lyon en cité des étudiants du monde au cœur de la place Bellecour.
D'autre part, des associations se tournent résolument vers l'extérieur, axant leurs efforts sur des initiatives humanitaires et des projets à impact social (associations caritatives So'Mines'darité et Solidar'ISMIN, 4L Trophy…...). Ces groupes offrent aux étudiants l'opportunité de mettre en pratique leurs compétences et de contribuer positivement à la société. Que ce soit par le biais de programmes bénévoles, de projets environnementaux, ou de partenariats avec des organisations caritatives, ces associations incarnent l'engagement citoyen et la responsabilité sociale au cœur de la vie étudiante. Ainsi, ces associations offrent une première approche de problématiques sociétales, renforçant la conscience citoyenne des élèves-ingénieurs. En 2025 par exemple, les étudiants du campus stéphanois ont lancé « Sainté-Move », une course de six kilomètres ouverte à tous pour sensibiliser les jeunes aux risques croissants de cancer, notamment liés à la sédentarité, quant les étudiants du campus gardannais ont participé en 2024 à la course des bacchantes pour sensibiliser au cancer de la prostate.
Cette vie associative permet d'acquérir des compétences humaines et comportementales de type soft skills.La gestion de projet, la prise de responsabilité, le travail en équipe, la communication, le sens des priorités, la gestion de conflit, le management humain, ou encore la recherche de financements sont autant de compétences transverses mobilisées au quotidien par les étudiants impliqués. Ces expériences offrent un terrain d'expérimentation concret qui complètent la formation académique en ingénierie. Elles permettent également de développer des qualités personnelles telles que l'autonomie, la créativité, le sens de l'organisation ou l'adaptabilité, essentielles dans le monde professionnel.

### La Maison des élèves
La Maison des Élèves (ME) du campus stéphanois, gérée par Mines Saint-Étienne Alumni, dont elle est propriétaire, se positionne comme le point central de la vie étudiante. Située à dix minutes à pied de l'École et à moins de 15 minutes du centre-ville en bus, elle offre un environnement propice à la vie étudiante. La Maison des Elèves (ME) comporte 380 logements partagés entre 123 chambres (12 m2) et 257 studios (de 18  à   30 m2). Parmi ces logements, cinq sont spécialement aménagés pour accueillir les personnes à mobilité réduite. La grande majorité de ses habitants sont des élèves de première année (environ 120 élèves) auxquels se joignent les élèves de deuxième année qui ne sont pas partis en mobilité académique internationale en semestre 7, les élèves étrangers admis sur titre (AST) ainsi que les élèves issus de l'ISTP. Il est de coutume que les élèves laissent leur chambre ou leur studio en fin de deuxième année afin de laisser la place aux futurs élèves de première année. Des espaces communs, sportifs (salle de musculation, court de tennis, salle d'escalade, etc.) et culturels (salle de musique, bédéthèque) sont aménagés pour permettre aux résidents de la ME de se divertir, faire du sport et de pratiquer leur art. Des cours de musique, de danse ou de théâtre sont organisés à la ME grâce à une collaboration entre les professeurs et le Bureau des Arts (BDA).
Le Campus Aix-Marseille-Provence, dont la Maison des Élèves, est entièrement géré par l'école depuis sa création. Aujourd'hui, la Maison des Élèves dispose de 800 m2 partagés et met 157 studios à disposition dont cinq prévus pour personnes à mobilité réduite. Sur les cinq bâtiments d'habitation prévus lors du début de la construction, seuls trois ont vu le jour. Depuis début 2025, un citystade a été mis en service. En outre, l'école a remplacé la tonte mécanique par une solution d'éco-pâturage sur les prairies délaissées du campus avec des moutons Mourérous.

### Uniforme
En 2007, les élèves du cycle ICM ont proposé de réhabiliter l'uniforme, aux couleurs d'origine (noir et bleu ciel). En 2009, les élèves du cycle ISMIN de l'école créent un uniforme sur la même base mais avec leur propre couleur (noir et rouge). À partir de 2011, la plupart des élèves du cycle ICM ont l'uniforme de l'école.
Tombé en désuétude depuis 1974, l'uniforme était pourtant un des symboles de l'école depuis sa création, notamment pour unifier les promotions et se rendre visible dans la ville de Saint-Étienne (à la suite de plaintes injustifiées de dégradations dans la ville par des élèves, l'uniforme sera rendu obligatoire en dehors de l'école dans les années 1830).
Depuis 2022, par la volonté des apprentis et le soutien des élèves ICM, les élèves en apprentissage de l'école ont pour projet de porter un uniforme propre à leurs filières mais reprenant des attributs des Mines (rabat vert pastel, veste noir, bande verticales blanches sur les pantalons). Cette démarche s'annonce comme la marque de l'évolution de l'école et de la part importante qu'occupe l'apprentissage au sein de cette dernière (plus de 50 % des ingénieurs des Mines de Saint-Étienne formés tous les ans passent par cette voie).
En plus de l'uniforme, les élèves de ces trois cycles ont la possibilité de porter une épée de cérémonie, réplique de l'ancienne épée traditionnelle de l'école, forgée en France. Cette épée a un symbole multidimensionnel: symbole matériel et cérémoniel, symbole d'esprit de corps ou de cohésion entre générations, symbole de valeurs comme la rigueur scientifique, la discipline, l'engagement professionnel et la lumière de la connaissance.

## Prix et bourses

### Le Prix puRkwa
Le jury était présidé par Georges Charpak, Prix Nobel et membre de l'Académie des sciences, et composé de personnalités de haute notoriété scientifique, Prix Nobel et Académiciens français et étrangers. À la suite de la disparition de M. Charpak en 2010, le Prix a été érigé en Grand Prix de l'Académie des Sciences et est désormais organisé conjointement par cette dernière et la Fondation d'entreprise Casino. L'École n'intervient plus dans la politique d'attribution du prix, ni dans son financement.

### La bourse MINOV
Mines Saint-Étienne, avec le soutien de la Fondation IMT, a lancé la bourse MINOV, destinée à accompagner financièrement les étudiants-entrepreneurs dans la phase cruciale de développement de leur projet.
Dotée d’un financement pouvant aller jusqu’à 10 000 €, cette bourse s’adresse aux élèves bénéficiant ou en cours de demande du Statut National Étudiant-Entrepreneur (SNEE). Elle leur permet de concrétiser leur idée en prototype, de développer une preuve de concept et d’accélérer leur accès au marché. Ce dispositif permet de dynamiser l’écosystème entrepreneurial de l’École, en offrant aux étudiants les moyens concrets de structurer leur projet et d’en maximiser les chances de succès.

## Personnalités liées à l'école

### Anciens directeurs
- Louis-Antoine Beaunier, fondateur de l'École, de 1816 à 1835 ;
- Claude Francois Xavier Roussel-Galle de 1836 à 1852 ;
- Emmanuel-Louis Gruner de 1852 à 1858 ;
- Charles-Amable-Alban Judas du Souich de 1858 à 1860 ;
- Étienne Dupont de 1860 à 1868 ;
- Mathieu Cacarrié de 1868 à 1873 ;
- Charles de Cizancourt de 1873 à 1879 ;
- Charles Castel de 1879 à 1880 ;
- Charles Fréjus Désiré Liénard de 1880 à 1881 ;
- Alfred Meurgey et Jouthée de 1881 à 1882 ;
- Claude André Simon Gonthier de 1882 à 1887 ;
- Albert Olry de 1887 à 1888 ;
- Ernest Leseure de 1888 à 1893 ;
- Gabriel Antoine Clément de Curières de Castelnau de 1893 à 1896 ;
- Louis Tauzin de 1896 à 1907 ;
- Georges Friedel de 1907 à 1919 ;
- Albert Henri Chipart de 1919 à 1929 ;
- Charles Descombes de 1929 à 1944 ;
- Louis Neltner de 1944 à 1971 ;
- Lucien Vielledent de 1971 à 1978 ;
- Guy Arnouil de 1978 à 1980 ;
- Maurice Mermet de 1980 à 1987 ;
- Philippe Saint-Raymond de 1987 à 1991 ;
- Philippe Hirtzman de 1991 à 2001 ;
- Robert Germinet de 2001 à 2008, premier directeur de l'École non-issu du Corps des Mines depuis la création de l'Ecole ;
- Philippe-Vincent Jamet de 2008 à juillet 2014, premier Ingénieur Civil des Mines (Paris, promotion 1981) à diriger l'École depuis son fondateur, Louis-Antoine Beaunier (Paris, promotion 1795) ;
- Pascal Ray, du 15 juillet 2014 au 30 novembre 2021.

### Anciens professeurs
Parmi les anciens professeurs de l'École, on trouve :
- Pierre Michel Moisson-Desroches (de 1818 à 1827), professeur de géométrie descriptive, il participe à la création de l'école[36].
- Louis-Georges-Gabriel de Gallois-Lachapelle (de 1818 à 1820), professeur de chimie et metallurgie.
- Émile Clapeyron de 1832 à 1834, professeur de machines.
- François-Ernest Mallard, professeur de Minéralogie et de Géologie de 1859 à 1894.
- Pierre Termier, professeur de Géologie de 1885 à 1894.
- Auguste Rateau, professeur de Machines de 1888 à 1898.
- Georges Friedel, professeur de Cristallographie de 1891 à 1907.
- Louis Crussard, professeur d'exploitation des mines et de construction de machines de 1901 à 1919.
- Paul Lévy, professeur de mathématiques de 1910 à 1914.
- Pierre Chevenard, professeur de Métallurgie de 1919 à 1935.
- Robert Gibrat, professeur d'électricité industrielle de 1929 à 1935.
- Jacques Lesourne, professeur d'économie de 1956 à 1959.

### Anciens élèves
Parmi les anciens élèves de l'École, on trouve :
- Anne-Marcelle Schrameck (épouse Kahn), la première femme ingénieure diplômée d'une grande école, en 1919. Elle obtient le diplôme d'ingénieur civil des mines.
- Pierre Béghin (promotion 1971) : alpiniste (à son actif cinq 8 000) et spécialiste de la modélisation des avalanches
- Jean-Baptiste Boussingault (promotion 1818) : père de la chimie agricole.
- Christian Brodhag (promotion 1971) : délégué interministériel au développement durable (2004-2008) ; il fut successivement attaché de recherche (1978), chargé de mission (1981), maître de recherche (1999) puis directeur de recherche (2004) à l'ENSM SE.
- Pierre Chevenard (promotion 1907) : ingénieur et chercheur spécialiste des aciers spéciaux et de la métallographie, membre de l'Académie des sciences.
- Paul Courbis (promotion 1988), informaticien français, principalement connu pour son travail en rétro-ingénierie sur les calculatrices HP-28 et HP-48.
- Pierre-Frédéric Dorian (auditeur libre 1831-1832) : maître de forges et homme politique français. Membre du Gouvernement de la Défense nationale (1870-1871).
- Joseph Duboys-Fresney (promotion 1834), homme politique.
- Henri Fayol (promotion 1860) : pionnier de la gestion d'entreprise et l'un des précurseurs du management (fayolisme).
- Olivier Fleurot (promotion 1971) : à la direction générale des Échos (1996), il devient le premier français à diriger le Financial Times (1998). En octobre 2006, Maurice Lévy fait appel à lui pour présider Publicis Worldwide.
- Benoît Fourneyron (promotion 1816) : major de la première promotion, inventeur de la turbine hydraulique.
- Jules Garnier : découvreur du nickel en Nouvelle-Calédonie.
- François Cyrille Grand'Eury (promotion 1857) : ingénieur civil des mines, géologue et paléobotaniste, promoteur de la biostratigraphie, membre de l'Académie des sciences.
- Xavier Hommaire de Hell (promotion 1831) : ingénieur civil, géologue et géographe, membre de l'Académie des sciences.
- Mahamadou Issoufou (promotion 1976) : président du Niger de 2011 à 2021.
- Jean-Baptiste Marsaut (promotion 1850)[37] : inventeur de la lampe de mineur de sûreté dite « lampe Marsaut ».
- Léon Poussigue, élève entre 1876 et 1878 où il est classé premier à l'entrée et à la sortie. Créateur du puits Arthur-de-Buyer, premier puits de mine à avoir dépassé les 1 000 mètres de profondeur en France en 1900. Nommé Chevalier de la Légion d'honneur en 1909, il a également reçu une médaille d'or à l'exposition universelle de 1900 ainsi que la médaille d'or de la société d'industrie minéral en 1904. Il est également l’inventeur d'un appareil permettant d'analyser l'air des chantiers miniers et d'en connaitre la teneur en grisou.
- Benoît Rouquayrol un des inventeurs du scaphandre autonome.
- Tadeusz Nowicki, industriel polonais, a inspiré et a participé aux travaux de mise en œuvre de la nouvelle technique de production de films stretch à nano-couches.

## Distinctions
L'École des Mines de Saint-Étienne fait partie des rares établissements d'enseignement décorés, en particulier de la Légion d'honneur, à la suite de l'action de l'école et de ses élèves au cours des deux guerres mondiales.
- Croix de guerre 1914-1918 avec palme, remise le 20 juin 1926 par le maréchal Fayolle, accompagnée de la citation à l'ordre de l'armée suivante[38] :

« L’ENSMSE, grâce à ses nobles traditions et l’instruction spéciale donnée à ses élèves, a fourni dans les réserves, principalement dans l’infanterie, une magnifique phalange de cadres, dont les brillantes qualités intellectuelles et morales et la conduite héroïque ont largement contribué à assurer la victoire. »
- Croix de la Légion d'honneur remise par le président Albert Lebrun, président de la République, venu tout spécialement à Saint-Étienne le 22 octobre 1933[39],[40].
- Croix de guerre 1939-1945 avec palme, remise le 16 novembre 1952 par le président du Conseil Antoine Pinay, accompagnée de la citation à l'ordre de l'armée suivante[38] :

« Poursuivant les belles traditions de leurs anciens dont la conduite au cours de la guerre 1914-1918 avait été récompensée par l’attribution de la croix de Guerre à l’école, les élèves et anciens élèves de l’ENSMSE ont servi avec éclat sur les champs de bataille et dans les rangs de la Résistance, durant la période 1939-1945. Présents sur tous les fronts, s’affiliant à des groupes de résistance et à l’Armée secrète, ils ont magnifiquement fait leur devoir et se sont acquis des titres certains à la reconnaissance du Pays, ainsi qu’en témoigne le nombre élevé de citations obtenues et le sacrifice suprême de vingt-huit d’entre eux tombés pour la
défense de la Patrie. »